# تعيين أنماط ظاهرية بواسطة الحمض النووي
تعيين الأنماط الظاهرية بواسطة الحمض النووي هو عملية التنبؤ بالنمط الظاهري لكائن عضوي باستخدام المعلومات الجينية التي حصل عليها بواسطة تعيين الأنماط الوراثية أو سلسلة الحمض النووي وحسب. هذا المصطلح، ويدعى أيضًا الرسم الجزيئي للملامح، يستخدم بشكل أساسي للإشارة إلى التنبؤ بشكل الشخص و/أو أصوله الوراثية/الجغرافية لأغراض جنائية.
يستخدم تعيين الأنماط الظاهرية بواسطة الحمض النووي العديد من الطرق العلمية نفسها المستخدمة في الطب الشخصي الذي يستخدم المعلومات الوراثية، والذي يتنبأ فيه بالاستجابة للعقاقير والنتائج الطبية عن طريق المعلومات الجينية للمريض. تكتشف تنوعات وراثية مهمة مرافقة لصفة معينة باستخدام طريقة دراسة الترابط الجينومي الكامل، حيث تختبر مئات آلاف أو ملايين تعددات أشكال النوكليوتيدات المفردة لمعرفة ما يترافق منها مع الصفة التي يراد دراستها. بعد ذلك تستخدم النمذجة التنبؤية للتنبؤ بصفات العينات (الأفراد) الجدد.

## الأنماط الظاهرية المتوقعة
يتنبأ بالأنماط الظاهرية البشرية من الحمض النووي باستخدام طرق مباشرة أو غير مباشرة. بالطرق المباشرة، تقاس الأنواع الوراثية المحددة ميكانيكيًّا المرتبطة بتمثيلات متنوعة للأنماط الظاهرية المعنية وتستخدم بطرائق إحصائية مناسبة لاستنتاج قيم السمات. وبالطرق غير المباشرة، تقاس الأنواع المرافقة لعنصر وراثي أو عناصر وراثية متعلقة بالسلالة التي تتعلق بالنمط الظاهري المدروس، كالعلامات المحددة للسلالة، باستخدام منهجيات إحصائية مناسبة لاستنتاج قيم السمات. يفضل دائمًا استخدام الطريقة المباشرة، لأسباب واضحة، ولكن وتبعًا البنية الجينية للنمط الظاهري، فإنها ليست ممكنة دائمًا.
طورت الطرق البيوجغرافية لتحديد السلالة بشكل كبير في مجتمع علم الوراثة، فهي من الخطوات الأساسية لضبط جودة دراسة الترابط الجينومي الكامل. تستخدم هذه الطرق عادةً تجميع مورثات بشرية جينوميًّا شاملًا و/أو تحليل العنصر الرئيسي لمقارنة العينات الجديدة لأفراد مختارين ذوي سلالة معروفة، كمشروع هاب ماب الدولي أو مشروع الألف جينوم. من الطرق الأخرى فحص واسمات التعرف على السلالة، وتعددات أشكال النوكليوتيدات المفردة التي تتنوع من حيث التكرار بين التعدادات السكانية البشرية الكبرى.
منذ 2004، جمعت أدلة تظهر أن مجمل التنوع في الأنماط الظاهرية للون القزحية يمكن أن يعزى إلى تعددات أشكال المورث (أو سي إيه 2). وضعت هذه الورقة البحثية والعمل التي وثقته أساس الاستدلال على لون القزحية من الحمض النووي (دنا)، والذي كان يجري على مستوى بسيط عن طريق علم جينوم بصمة الحمض النووي. بدءًا من عام 2009، طورت مجموعات أكاديمية نماذج تنبؤية أكثر دقة للون العين و -حديثًا- لون الشعر لدى الشعوب الأوروبية، وكتبت تقارير عنها. حديثًا، بدأت شركات مثل بّارابون ونانولابز وأيدنتيتاس بتوفير خدمات تعيين أنماط ظاهرية بالحمض النووي لأغراض جنائية لقوى الأمن في الولايات المتحدة أو على المستوى الدولي.
غالبًا ما يسمى تعيين الأنماط الظاهرية بواسطة الحمض النووي «شاهدًا بيولوجيًا» في تلاعب بمصطلح شاهد عيان. فكما يصف شاهد العيان شكل الشخص المعني، يمكن للحمض النووي المتروك في مسرح الجريمة أن يستخدم لاكتشاف شكل الشخص الذي غادره. يسمح هذا باستخدام تعيين الأنماط الظاهرية بواسطة الحمض النووي كوسيلة تحقيقية للمساعدة في توجيه الشرطة عند البحث عن مشتبه بهم. يمكن أن يكون تعيين الأنماط الظاهرية باستخدام الحمض النووي ذا فائدة خاصة في القضايا الباردة، حيث قد لا يكون هناك دليل حالي. ولكنه لا يستخدم للمساعدة في القبض على المشتبه بهم، فالإجراءات الجنائية التقليدية أنسب لهذا الغرض.

## التنبؤ بلون البشرة
من الأدوات على الإنترنت المتوفرة للعامة ولقوى الأمن على حد سواء نظام إتش آيريس بّليكس-إس. يستخدم هذا النظام تعددات أشكال النوكليوتيدات المفردة المرتبطة بلون البشرة عند الإنسان للتنبؤ بالنمط الظاهري للفرد. باستخدام الفحص متعدد المستويات الموصوف في ثلاث أوراق بحثية مختلفة، يمكن توليد النمط الوراثي لواحد وأربعين من تعددات أشكال النوكليوتيدات المفردة، وهي ترتبط بلون الشعر والعينين والبشرة لدى البشرة. يمكن بعد ذلك إدخال النمط الوراثي إلى نظام إتش آيريس بّليكس-إس لتوليد النمط الظاهري الأرجح للفرد بناءً على معلوماته الوراثية.
بدأت هذه الأداة بالأساس باسم نظام آيريس بّليكس، والذي يتكون من 6 تعددات أشكال نوكليوتيدات مفردة مرتبطة بلون العينين (rs12913832، rs1800407، rs12896399، rs16891982، rs1393350، rs1220359). أدت إضافة 18 تعدد أشكال نوكليوتيدات مفردة ترتبط بكل من لون الشعر والعينين إلى ظهور نظام إتش آيريس بّليكس المطور (rs312262906، rs11547464، rs885479، rs1805008، rs1805005، rs1805006، rs1805007، rs1805009، rs201326893، rs2228479، rs1110400، rs28777، rs12821256، rs4959270، rs1042602، rs2402130، rs2378249، rs683). طورت طريقة فحص أخرى باستخدام 17 تعدد أشكال نوكليوتيدات مفردة ترتبط بلون البشرة لإنشاء نظام إتش آيريس بّليكس-إس الحالي (s3114908، rs1800414، rs10756819، rs2238289، rs17128291، rs6497292، rs1129038، rs1667394، rs1126809، rs1470608، rs1426654، rs6119471، rs1545397، rs6059655، rs12441727، rs3212355، rs8051733).
التنبؤات الممكنة للون العين هي أزرق، متوسط، بني. هناك صنفان يعرف لون الشعر على اساسهما، وهما: اللون (الأشقر والبني والأحمر والأسود) والظل (الفاتح والغامق). في حين تشمل التنبؤات الخاصة بلون البشرة (شاحب جدًّا، شاحب، متوسط، داكن، داكن مائل للسواد). على عكس العين والشعر حيث يستخدم الاحتمال الأكبر فقط للخروج بتنبؤ، فإن الاحتمالين الأكثر ترجيحًا للون البشرة يستخدمان لأخذ إمكانية الاسمرار وعوامل أخرى بالحسبان.

## المورثات المسؤولة عن ملامح الوجه
في عام 2018، وجد الباحثون 15 موضعًا توجد فيه جينات مسؤولة عن ملامح الوجه.

## الاختلافات عن تعيين البصمة الوراثية
تستخدم البصمة الوراثية التقليدية الحمض النووي كمعرف بيومتري (مقياس حيوي). يمكن لتعيين البصمة الوراثية تحديد شخص محدد بدقة مرتفعة جدًّا، كفحص القزحية أو بصمات الأصابع. في حالة التحقيقات الجنائية، هذا يعني أن المحققين قد تعرفوا وحصلوا على الحمض النووي لشخص يحتمل أن يتطابق حمضه النووي مع ما في مسرح الجريمة. يستخدم تعيين النمط الظاهري بواسطة الحمض النووي عندما يريد المحققون تضييق دائرة البحث في الأفراد المشتبه بهم أو التعرف على آثار غير معروفة المصدر عن طريق معرفة سلالة الشخص وشكله الخارجي. عند التعرف على الشخص المشتبه به، يمكن استخدام البصمة الوراثية التقليدية لإثبات التطابق، بشرط وجود عينة مرجعية يمكن استخدامها للمقارنة.

## صور مركبة منشورة لتعيين الأنماط الظاهرية بواسطة الحمض النووي
- في 9 يناير 2015، الذكرى السنوية الرابعة لحادثة قتل كاندرا آلستون وابنتها ذات الأعوام الثلاثة ماليزيا بوكين، أصدرت الشرطة في كولومبيا، كارولينا الجنوبية، تقريرًا إعلاميًا يحتوي ما يعتقد أنه أول صورة مركبة في التاريخ الجنائي تصدر بالكامل على أساس عينة الحمض النووي. تتكون الصورة الصادرة عن بّارابون نانولابز بواسطة نظام التقاط الأنماط الظاهرية بواسطة الحمض النووي التابع للشركة، من تداخل رقمي لشكل وجه تعلوه طبقات تمثل الألوان المتوقعة لكل من العين والشعر والبشرة. اتهم كينيث كانزاتر جونيور بحادثتي القتل في عام 2017.[11][12]
- في 30 يونيو 2015، عرضت نشرة الأخبار الليلية على قناة إن بي سي صورة مركبة بواسطة تعيين الأنماط الظاهرية بالحمض النووي، صادرة أيضًا عن بّارابون، وتظهر مشتبهًا به في حادثة قتل أيبريل تينسلي قرب فورت وين، إنديانا. عرضت الفقرة التلفزيونية أيضًا صورة مركبة لمراسلة الأخبار الوطنية كيت سنو، أنتجت عن طريق حمض نووي مأخوذ من على حافة قارورة مياه أعطتها المحطة لبّارابون لتختبر خدمة سنابّشوت لتعيين الأنماط الظاهرية. لم يكشف عن هوية سنو واستخدامها للقارورة إلا بعد إنتاج الصورة المركبة. في عام 2018، اتهم جون د. ميلر بارتكاب الجريمة.